# Bad Boyfriend
«Bad Boyfriend» es la canción de apertura del cuarto disco de Garbage Bleed Like Me. Trata sobre una relación entre una chica y un chico que no la ama de verdad. La batería fue tocada por Dave Grohl, quien acompañaba a Butch Vig en Nirvana.
Aún sin haber sido lanzada como sencillo, la canción, junto con "Run Baby Run" fue pasada frecuentemente por las radios estadounidenses. Una versión remixada de la canción fue utilizada como cara b del sencillo de la banda "Tell Me Where It Hurts" así como para un bonus disc del primer grandes éxitos de la banda, Absolute Garbage.
- Datos: Q5716209